# ティウィ諸島
ティウィ諸島（ティウィしょとう）は、オーストラリアのダーウィンから北へ80 km、アラフラ海とティモール海が接する部分に位置する島嶼群である。主島メルヴィル島とバサースト島および周辺の小さな9つの無人島から構成される。合計面積は8,320 km2で、日本の兵庫県の面積と同等である。ヨーロッパ人の定住以前からオーストラリア先住民が住んでおり、島にはおよそ3,000人が暮らしている。孤立した環境と特異な歴史・気候条件から独自の文化的・自然的景観が育まれ、民族工芸品の生産と林業・鉱業が主な産業となっている。
オーストラリアの準州・ノーザンテリトリーに属し、地方政府であるティウィ諸島シャイア評議会と先住民土地所有者の代表組織であるティウィ土地評議会が統治する。ティウィ土地評議会は、ノーザンテリトリーにある4つの土地評議会の1つである。これは1976年のアボリジニ土地権利法の下に法的権限を持ち、また1993年の先住民原法と1992年の放牧地法の下に責任を負っている。

## 地理

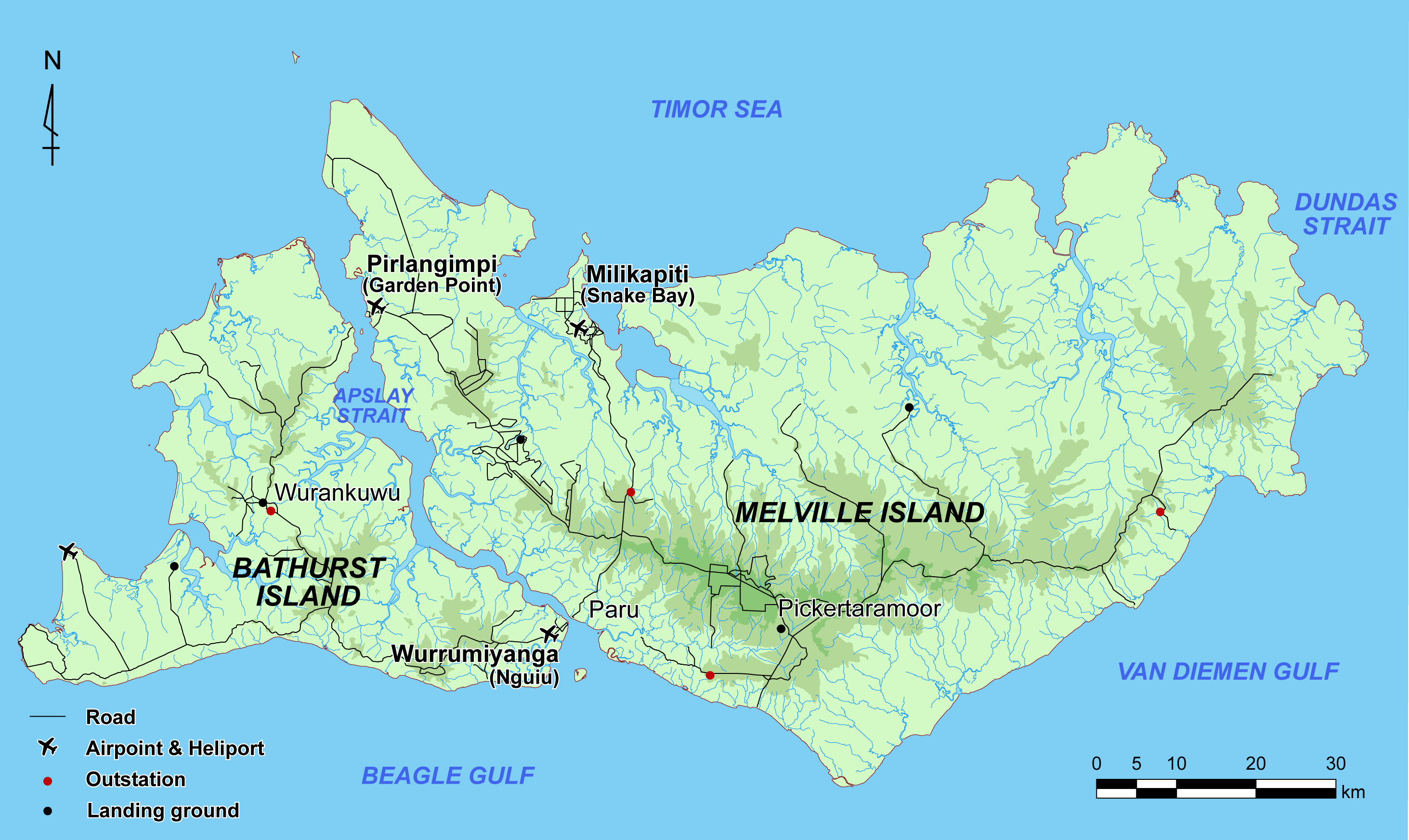
ティウィ諸島の地図。左がバサースト島、右がメルヴィル島。

### 地勢
ティウィ諸島はオーストラリア本土の北部80 km沖合、アラフラ海に浮かび、ノーザンテリトリーの一部である。諸島は2つの大きな有人島（メルヴィル島・バサースト島）と9つの小さな無人島（ブキャナン・ハリス・シーガル・カルズレイク・イリチュチュ・クリフト・チュチュリナ・マティンガリア・ノッドロー）からなる。バサースト島はオーストラリアで5番目に大きな離島であり、船便と航空便が通う。メルヴィル島は、タスマニア島に次いで国内2番目に大きな島である。
両島は、北の聖アサフ湾と南のショール湾を結ぶアプスレー海峡によって隔てられており、海峡は幅550 m〜5 km、長さは62 kmに及ぶ。ショール湾口にはブチャナン島があり、約3 km2の面積を有する。

### 人口
島々にはオーストラリアへのヨーロッパ人の定住以前からティウィ人が住んでいる。ティウィ人はオーストラリアの先住民（アボリジニ）で、その人口は約2,500人である。文化的にも言語学的にも、対岸の本土に位置するアーネムランドのそれとはまったく異なる。2011年の島の総人口は2,579人であり、うち87.9％がアボリジニであった。 ほとんどの住民は、第一言語としてティウィ語を、第二言語として英語を話す。
人口の大部分は、バサースト島のワラミジャンガ（2010年まではングイウと呼ばれた）、メルヴィル島のピランギンピ（ガーデンポイント）、ミリカピティ（スネークベイ）に住む。 ワラミジャンガの人口は1,500人近く、他の2つの村の人口は450人前後である。 他にバサースト島西部のウランクウ（ランク）などの小さな集落もある。
「ティウィ」の名は元々、1930年に部族名称として文化人類学者ハートが便宜的につけたもので、諸島の名もこれに由来する。これはティウィ人の間で「人間」を意味する言葉として他のアボリジニと自分たちを区別するときに使っていたものであった:p.24。

### 行政
ティウィ諸島はリンギアリ連邦議会選挙区の一部であり、現在の議員はウォーレン・スノードンである。ノーザンテリトリー準州議会ではアラフラ選挙区に属し、現在のアラフラ選挙区の議員は労働党のローレンス・コスタである。
島の行政府は、地域のティウィ諸島シャイア評議会と先住民土地所有者の代表組織であるティウィ土地評議会に分かれている。シャイア評議会の代表者は以下の4区から選出され、11人の評議員で構成される。
- ミリカピティ区（メルヴィル島北東）
- ングイウ区（バサースト島南部およびブチャナン島）
- ピランギンピ区（メルヴィル島西部・南西部）
- ウランクウ区（バサースト島北部）

2011〜12年のティウィ諸島シャイア評議会の予算は2億6400万豪ドルであった。2013年の時点で、ティウィ諸島シャイア評議会の首長はリネット・ジェーン・デ・サンティスである。

### 交通

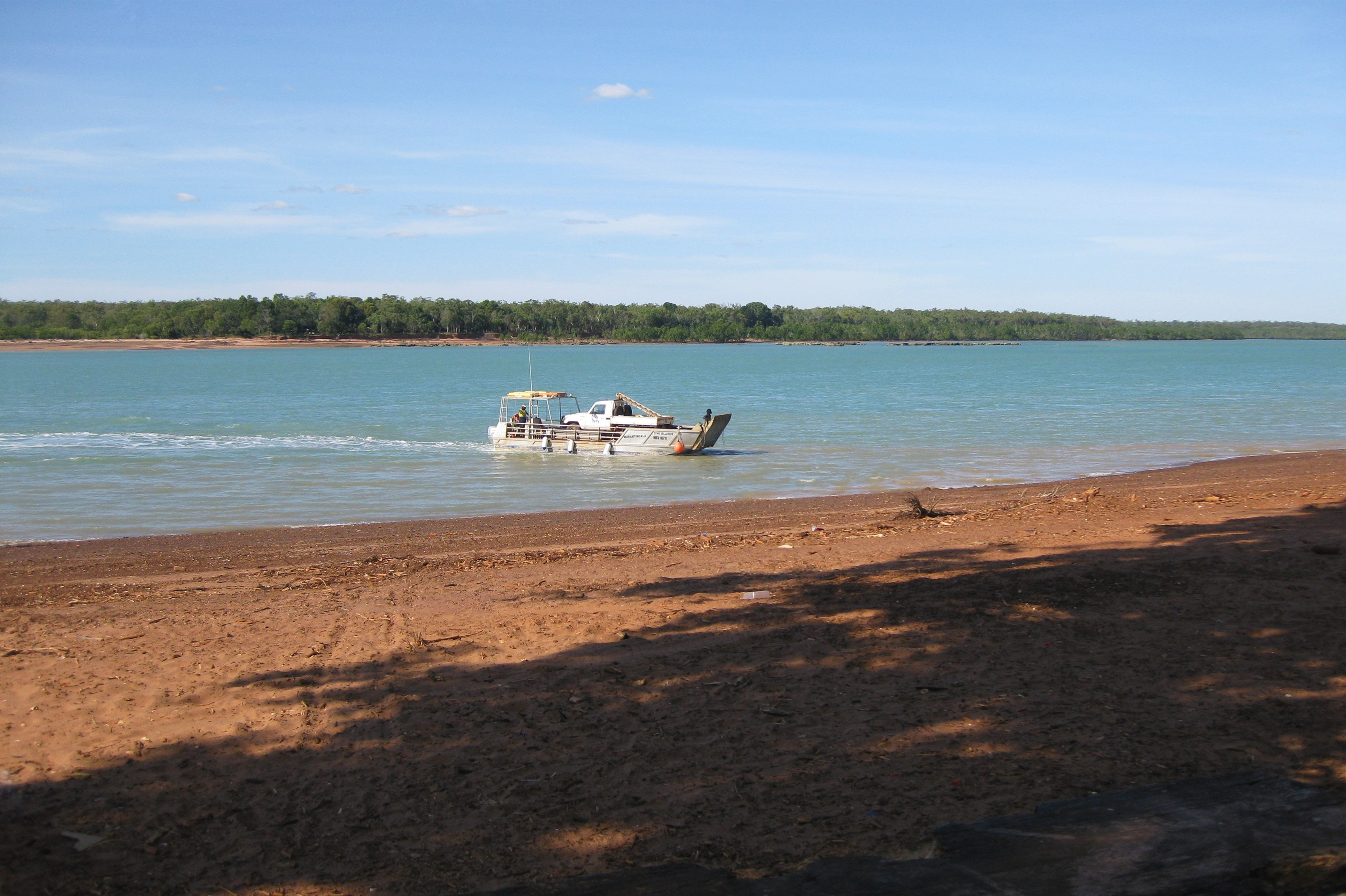
ティウィ諸島カーフェリー（2011年）

航空会社フライ・ティウィが、メルヴィル・バサースト両島および各島とダーウィン間を接続する。Hardy AviationとTiwi Land Councilの間の提携団体として形成されたFly Tiwiは、島々の主要な3集落すべてに毎日運航している。
シーリンクNTはワラミジャンガとダーウィンを結ぶフェリーサービスを運営し、1週間に3回、2時間半の船便を提供している。
アプスレー海峡の一番狭い地点にカーフェリーが運行されており、2つの島を素早く渡ることができる。
2008年時点で、自治体が島内に管理する道路は総延長925 kmにのぼった。

## 歴史
先住民は何世紀にも渡りティウィ諸島に暮らしており、創造神話によれば彼らは少なくとも7,000年前から存在したことになる。オーストラリア先史の研究者が同意するところでは、ティウィ人は他のアボリジニと同じく、アジアから渡ってきたオーストラロイドに祖先を持つ。彼らがやってきたのはおよそ4万年前～7000年前ごろのことであるが、以来ティウィ人は孤立して独自の文化を育んできた:p.24。
先住民と西洋の探検家との接触に関する最初の記録は、オランダの 「マールテン・ヴァン・デルフト艦長の指揮下で3隻の船が（…）メルヴィル島のシャーク湾に進入し、1705年4月30日に上陸した」というものである。17～19世紀に島を訪れた他の探検家や航行者には、オランダ人のピーテル・ピーテルスゾーン、フランス人のニコラ・ボーダン、イギリス人フィリップ・パーカー・キングなどが挙げられる。
諸島内最初のヨーロッパ人定住地は、今日のメルヴィル島のピランギンピに近いフォート・ドゥンダスにあった。ここは 1824年9月に創設された、オーストラリア北部で最初のイギリスの植民地であったが、先住民から敵視されたこともあってわずか5年間しか置かれず、1829年に放棄された。この場所は「北部オーストリア全土における初めてのヨーロッパ人の軍事的拠点」としてオーストラリアの国家遺産登録簿に記載されている。
18世紀後半になると、セレベス島やマレーからマカッサル人のナマコ漁師ら（オーストラリアではマカッサンと呼ばれる）が給水を求めて北オーストラリアを訪れるようになる。ティウィ人は彼らを通じて斧と船の設計を会得し、オーストラリア本土の北岸を攻撃するようになった:p.24。

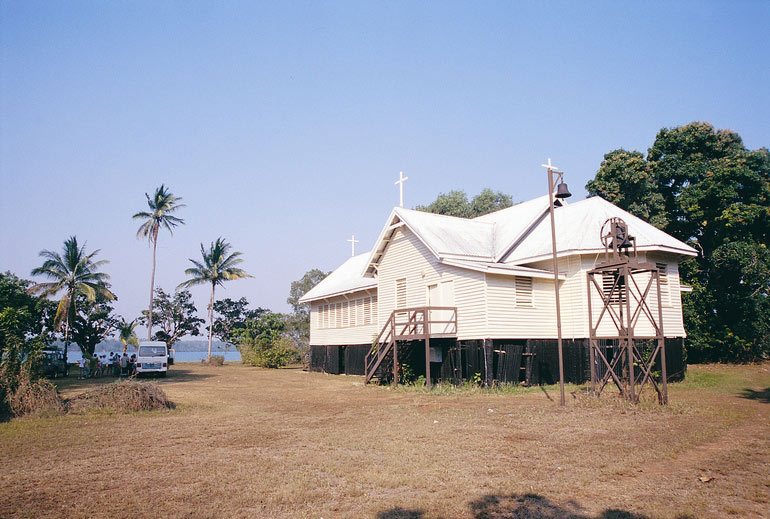
ングイウ・カトリック教会

1911年にフランシス・ザビエル・グセルによってカトリックのミッションが創設され、1912年にはアボリジニ保護区として宣言された。1930年代に建てられた木造教会は、ワラミジャンガの一大ランドマークである。カトリックのミッションは教育や福祉の提供を通じて好影響を与えた一方で、アボリジニの言語と文化の抑圧という負の効果ももたらした。教会にあるティウィ人の芸術作品や聖書のティウィ語訳の存在は興味深い。
太平洋戦争さなかの1942年2月19日に行われたダーウィン空襲の朝には、日本の零戦がバサースト島の教会と滑走路に駐機していたDC-3輸送機を機銃掃射した。これはオーストラリアを襲った初めての外敵の銃弾である。ダーウィンでの対空砲火を受けてメルヴィル島に不時着した飛行兵豊島一は、ティウィ人のマティアス・ウルングラによって捕えられ、オーストラリアにおける最初の日本人捕虜となった:p.25。
1978年に制定されたティウィ・アボリジニ土地信託とティウィ土地評議会によって島の支配は先住民の首長に移管された。2001年にはティウィ諸島地方政府が設立され、それまでのワラミジャンガ・ピランギンピ・ミリカピティ各集落の議会が、ウランクウ・アボリジニ共同体とともに合併して単一の地方自治体を形成した。ティウィ諸島地方政府は、ノーザンテリトリー全域の自治体再編の一環として、2008年にティウィ諸島シャイア評議会に取って代わった。

## 自然

### 気候
ティウィ諸島は熱帯モンスーン気候であり、バサースト島北部では2,000mm、メルヴィル島東部では1,400mmの降雨がある。11月から4月の雨季には、島にはノーザンテリトリーで最大の降雨がもたらされる。ティウィの人々は季節を3つに区分する。乾季（煙の季節）・ビルドアップ季（高湿でセミの声が響く季節）・雨季（嵐の季節）である。これらの季節は、手に入る食料資源や祭祀活動を規定するなどティウィの人々のライフスタイルを枠組みづけている。
| ミリカピティ（メルヴィル島）の気候 | ミリカピティ（メルヴィル島）の気候 | ミリカピティ（メルヴィル島）の気候 | ミリカピティ（メルヴィル島）の気候 | ミリカピティ（メルヴィル島）の気候 | ミリカピティ（メルヴィル島）の気候 | ミリカピティ（メルヴィル島）の気候 | ミリカピティ（メルヴィル島）の気候 | ミリカピティ（メルヴィル島）の気候 | ミリカピティ（メルヴィル島）の気候 | ミリカピティ（メルヴィル島）の気候 | ミリカピティ（メルヴィル島）の気候 | ミリカピティ（メルヴィル島）の気候 | ミリカピティ（メルヴィル島）の気候 |
| 月                                 | 1月                                | 2月                                | 3月                                | 4月                                | 5月                                | 6月                                | 7月                                | 8月                                | 9月                                | 10月                               | 11月                               | 12月                               | 年                                 |
| ---------------------------------- | ---------------------------------- | ---------------------------------- | ---------------------------------- | ---------------------------------- | ---------------------------------- | ---------------------------------- | ---------------------------------- | ---------------------------------- | ---------------------------------- | ---------------------------------- | ---------------------------------- | ---------------------------------- | ---------------------------------- |
| 最高気温記録 °C （°F）             | 37.2 (99)                          | 36.2 (97.2)                        | 36.6 (97.9)                        | 37.3 (99.1)                        | 36.7 (98.1)                        | 36.0 (96.8)                        | 36.0 (96.8)                        | 36.1 (97)                          | 36.3 (97.3)                        | 37.2 (99)                          | 37.2 (99)                          | 36.8 (98.2)                        | 37.3 (99.1)                        |
| 平均最高気温 °C （°F）             | 32.0 (89.6)                        | 32.0 (89.6)                        | 32.3 (90.1)                        | 33.5 (92.3)                        | 32.9 (91.2)                        | 31.5 (88.7)                        | 31.1 (88)                          | 32.0 (89.6)                        | 33.0 (91.4)                        | 33.7 (92.7)                        | 33.8 (92.8)                        | 32.9 (91.2)                        | 32.6 (90.7)                        |
| 平均最低気温 °C （°F）             | 23.8 (74.8)                        | 23.7 (74.7)                        | 23.7 (74.7)                        | 22.8 (73)                          | 21.2 (70.2)                        | 19.1 (66.4)                        | 18.4 (65.1)                        | 20.0 (68)                          | 21.7 (71.1)                        | 23.3 (73.9)                        | 24.0 (75.2)                        | 23.9 (75)                          | 22.1 (71.8)                        |
| 最低気温記録 °C （°F）             | 19.4 (66.9)                        | 19.4 (66.9)                        | 20.6 (69.1)                        | 17.8 (64)                          | 15.0 (59)                          | 13.3 (55.9)                        | 10.6 (51.1)                        | 14.7 (58.5)                        | 17.2 (63)                          | 17.8 (64)                          | 21.1 (70)                          | 21.3 (70.3)                        | 10.6 (51.1)                        |
| 雨量 mm （inch）                   | 298.5 (11.752)                     | 295.2 (11.622)                     | 317.8 (12.512)                     | 102.3 (4.028)                      | 67.4 (2.654)                       | 5.9 (0.232)                        | 0.9 (0.035)                        | 4.5 (0.177)                        | 5.9 (0.232)                        | 51.2 (2.016)                       | 121.9 (4.799)                      | 282.8 (11.134)                     | 1,554.3 (61.193)                   |
| 平均降雨日数 （≥0.2mm）            | 17.8                               | 16.2                               | 17.1                               | 8.1                                | 3.6                                | 0.9                                | 0.4                                | 0.6                                | 0.9                                | 4.1                                | 10.3                               | 14.6                               | 94.6                               |
| 出典：オーストラリア気象局         |                                    |                                    |                                    |                                    |                                    |                                    |                                    |                                    |                                    |                                    |                                    |                                    |                                    |

| フォークロイ岬 （バサースト島）の気候 | フォークロイ岬 （バサースト島）の気候 | フォークロイ岬 （バサースト島）の気候 | フォークロイ岬 （バサースト島）の気候 | フォークロイ岬 （バサースト島）の気候 | フォークロイ岬 （バサースト島）の気候 | フォークロイ岬 （バサースト島）の気候 | フォークロイ岬 （バサースト島）の気候 | フォークロイ岬 （バサースト島）の気候 | フォークロイ岬 （バサースト島）の気候 | フォークロイ岬 （バサースト島）の気候 | フォークロイ岬 （バサースト島）の気候 | フォークロイ岬 （バサースト島）の気候 | フォークロイ岬 （バサースト島）の気候 |
| 月                                    | 1月                                   | 2月                                   | 3月                                   | 4月                                   | 5月                                   | 6月                                   | 7月                                   | 8月                                   | 9月                                   | 10月                                  | 11月                                  | 12月                                  | 年                                    |
| ------------------------------------- | ------------------------------------- | ------------------------------------- | ------------------------------------- | ------------------------------------- | ------------------------------------- | ------------------------------------- | ------------------------------------- | ------------------------------------- | ------------------------------------- | ------------------------------------- | ------------------------------------- | ------------------------------------- | ------------------------------------- |
| 最高気温記録 °C （°F）                | 34.3 (93.7)                           | 34.7 (94.5)                           | 33.7 (92.7)                           | 35.0 (95)                             | 34.0 (93.2)                           | 33.0 (91.4)                           | 33.2 (91.8)                           | 34.0 (93.2)                           | 35.2 (95.4)                           | 36.3 (97.3)                           | 35.9 (96.6)                           | 35.3 (95.5)                           | 36.3 (97.3)                           |
| 平均最高気温 °C （°F）                | 31.6 (88.9)                           | 31.5 (88.7)                           | 31.6 (88.9)                           | 32.1 (89.8)                           | 31.2 (88.2)                           | 29.4 (84.9)                           | 29.8 (85.6)                           | 30.7 (87.3)                           | 31.9 (89.4)                           | 32.8 (91)                             | 33.0 (91.4)                           | 32.4 (90.3)                           | 31.5 (88.7)                           |
| 平均最低気温 °C （°F）                | 25.8 (78.4)                           | 25.6 (78.1)                           | 24.9 (76.8)                           | 23.6 (74.5)                           | 21.2 (70.2)                           | 18.7 (65.7)                           | 18.5 (65.3)                           | 18.8 (65.8)                           | 21.4 (70.5)                           | 23.8 (74.8)                           | 25.0 (77)                             | 25.5 (77.9)                           | 22.7 (72.9)                           |
| 最低気温記録 °C （°F）                | 21.8 (71.2)                           | 21.9 (71.4)                           | 20.0 (68)                             | 16.5 (61.7)                           | 12.0 (53.6)                           | 8.2 (46.8)                            | 9.9 (49.8)                            | 11.9 (53.4)                           | 12.6 (54.7)                           | 18.8 (65.8)                           | 21.4 (70.5)                           | 22.0 (71.6)                           | 8.2 (46.8)                            |
| 雨量 mm （inch）                      | 343.4 (13.52)                         | 280.4 (11.039)                        | 220.5 (8.681)                         | 144.0 (5.669)                         | 31.1 (1.224)                          | 7.2 (0.283)                           | 0.3 (0.012)                           | 0.5 (0.02)                            | 11.0 (0.433)                          | 67.4 (2.654)                          | 119.6 (4.709)                         | 308.5 (12.146)                        | 1,533.9 (60.39)                       |
| 平均降雨日数 （≥0.2mm）               | 19.2                                  | 15.6                                  | 15.8                                  | 11.1                                  | 4.2                                   | 1.6                                   | 0.4                                   | 0.8                                   | 1.9                                   | 6.4                                   | 10.3                                  | 16.3                                  | 103.6                                 |
| 出典：オーストラリア気象局            |                                       |                                       |                                       |                                       |                                       |                                       |                                       |                                       |                                       |                                       |                                       |                                       |                                       |

### 動植物相
諸島は最終氷期以来オーストラリア本土から切り離されてきた。緩やかに傾斜したラテライトの島は、主としてユーカリ林に覆われている。広大な疎林や河岸の植生は、ダーウィンストリンギーバーク（英: Darwin stringybark; 学名: Eucalyptus tetrodonta）やウーリーバット（英: Woollybutt; 学名: Eucalyptus miniata）、カジュパット（cajuput; 学名: Melaleuca leucadendra）が優占している。淡水の恒常河川や多くの入り江に広がるマングローブと組み合わさって、小さなパッチ状の熱帯雨林が生じている。こうした島の気候的・地理的特殊性によって、保全価値の高い特異な植生が育まれている。
島の孤立性と多量の降雨によって、ティウィ諸島はノーザンテリトリー（あるいは世界）の他の場所で類を見ない種や生息地域限定種を有している。ティウィ諸島には、州内で最も発達した（最も高く最大の基底面積を持つ）ユーカリ林と、特異に高密度かつ広範な熱帯雨林が広がっている。
ティウィ諸島には様々な絶滅の恐れのある種や固有種が存在する。絶滅の恐れのある種には38種が登録されており、また8種の植物と数種の陸貝やトンボといった多くの植物や無脊椎動物がティウィに固有である。絶滅の恐れのある哺乳類にはフサオネズミ（学名: Conilurus penicillatus）やクロオファスコガーレ（学名: Phascogale tapoatafa）、ミズネズミモドキ（学名: Xeromys myoides）、キンバリースミントプシス（学名: Sminthopsis butleri）などが挙げられる。島は世界で最も広いオオアジサシの繁殖地であるとともに、繊細なヒメウミガメも数多く生息している。島では2007年にウミガメ保護プログラムが発足した。島周辺の海や河口は、数種のサメやイリエワニの生息地でもある。
諸島は比較的高密度にアカオオタカ（学名: Erythrotriorchis radiatus）やアカメシャコバト（学名: Geophaps smithii）、オーストラリアイシチドリ（学名: Burhinus grallarius）、12,000羽（世界全体の生息数の1%）にのぼるオバシギを擁することから、バードライフ・インターナショナルによって重要野鳥生息地に指定されている。そのほか世界の中でティウィ諸島に顕著に多い種としては、マングローブクイナ・ハシブトオオイシチドリ（学名: Esacus magnirostris）・ズグロサメクサインコ（学名: Platycercus venustus）・クスダマインコ（学名: Psitteuteles versicolor）・ムナグロヤイロチョウ・コブハゲミツスイ（学名: Philemon argenticeps）・クチシロミツスイ（学名: Stomiopera unicolor、シノニム: Lichenostomus unicolor）・キイロコバシミツスイ（学名: Ptilotula flavescens、シノニム: Lichenostomus flavescens）・ヨコジマウロコミツスイ（学名: Ramsayornis fasciatus）・キバラメジロ（学名: Zosterops luteus）・キバシキンセイチョウ（学名: Poephila personata）がある。野鳥は亜種のレベルで固有種の割合が高い。オオメンフクロウの亜種テュト・ノヴァエホルランディアエ・メルヴィルレンスィス（Tyto novaehollandiae melvillensis）は絶滅危惧種であり、クロズキンヒタキの亜種メラノドリャス・ククルラタ・メルヴィルレンスィス（Melanodryas cucullata melvillensis）は少なくとも絶滅危惧種、あるいは絶滅した可能性もある。

## 文化・産業

### 民族芸術
民族芸術作品の創作は、ティウィ諸島の文化と経済にとって重きをなしている。大部分のティウィ人は、いわゆる失業手当などの社会保障手当を受けて暮らしており:p.11、他の賃労働雇用についてもほとんどが政府からの補助金に依存している。こうした中で、美術工芸品づくりは彼らの経済的利益に資する活動として期待され実践されている。
ティウィの芸術は他のアボリジニ芸術とは全く異なり、儀礼的なボディペインティング（ジラマラ）に由来を持つ。ジラマラは太い線と円・点から構成される幾何学的デザインで、多くの場合、鳥獣に変わっていった祖先に関する神話的物語の現場を描くものである。使用される色は、石炭由来の黒色と、バサースト島の崖で採取される天然の黄土から採られる白・黄・赤色の4色だけである:p.53。現在では、このデザインは絵画・彫刻・織物・陶器・リトグラフなど様々なメディアに翻案されている。
ティウィ人の彫刻は、水牛の角から作られた鳥獣をかたどった小さなものから、祖霊や他の神話的存在をかたどった大きな木像まで存在する。ティウィ人は織物にも多くのデザインを生み出している。典型的な手法では色落ちを防ぐために蝋が塗られ、インドネシアのバティックに近い。丈夫な綿布からスカーフを作るためのデリケートな絹布まで、様々な布が使われる。
ティウィ人のもう1つの代表的な文化的アイコンとして、独特な形状の墓標プクマニ・ポールが知られる。墓標それ自体もプクマニと呼ばれるが、墓標だけでなく、死者の名前や身体、その人が命名したものなど、死者に関わる一切のものはタブーとして呼ぶことを禁じられ、それらはすべてプクマニとされる:p.48。亡くなってから1年後にタブーを解除するための葬送儀礼が行われ、死者のために歌や踊りを上演し、その人が埋葬される墓の周囲にプクマニポールを建てることになっている。
島にはティウィ・デザイン、ムヌピ美術工芸協会、ジラマラ美術工芸協会という3つの先住民芸術センターがあり、共同事業であるティウィ・アートを通じて提携している。ティウィ・アートのネットワークとは別に、1969年から先住民の女性が営む織物デザイン・印刷・衣料ビジネスのBima Wearと、「The Keeping Place」の名でも知られるNgaruwanajirriという2つの個人経営店がある。
国際展を開催したり、オーストラリアの主要なコレクションに作品が選ばれているティウィ諸島の作家には、キティ・カンティラ、ドンナ・ブラク、ジャン・バプティスト・アプアティミ、フィオナ・プルンタタメリなどがいる。

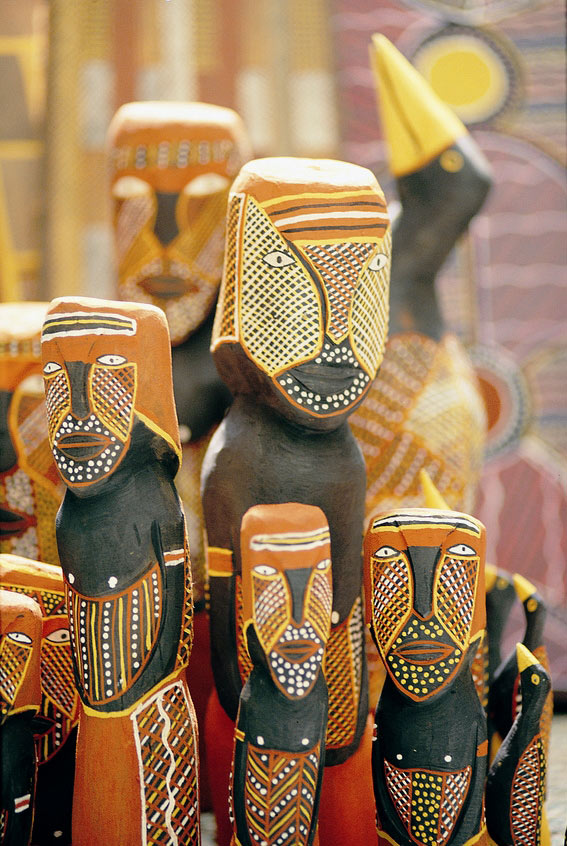
ティウィ諸島の装飾彫刻
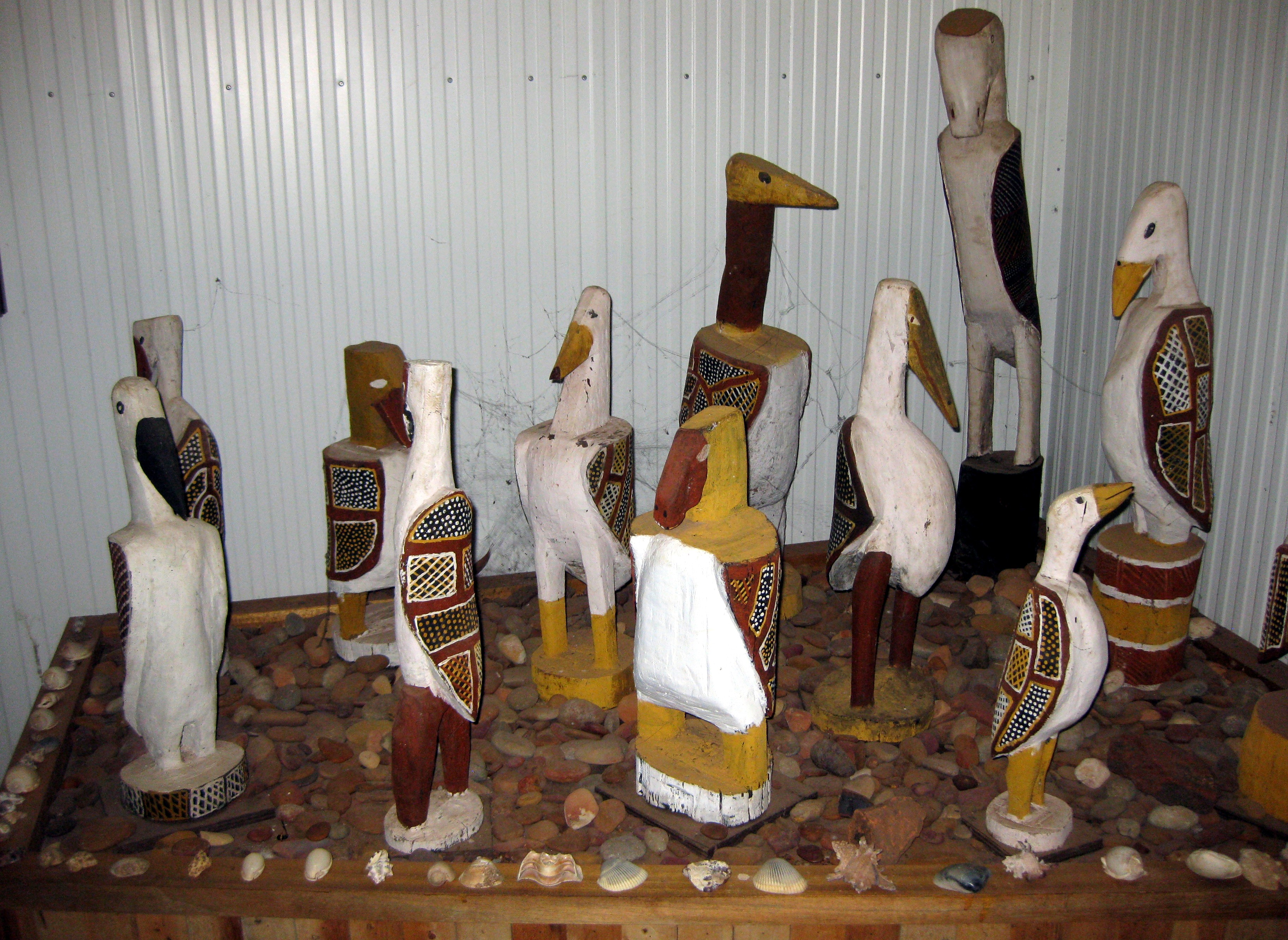
ティウィの鳥の彫刻
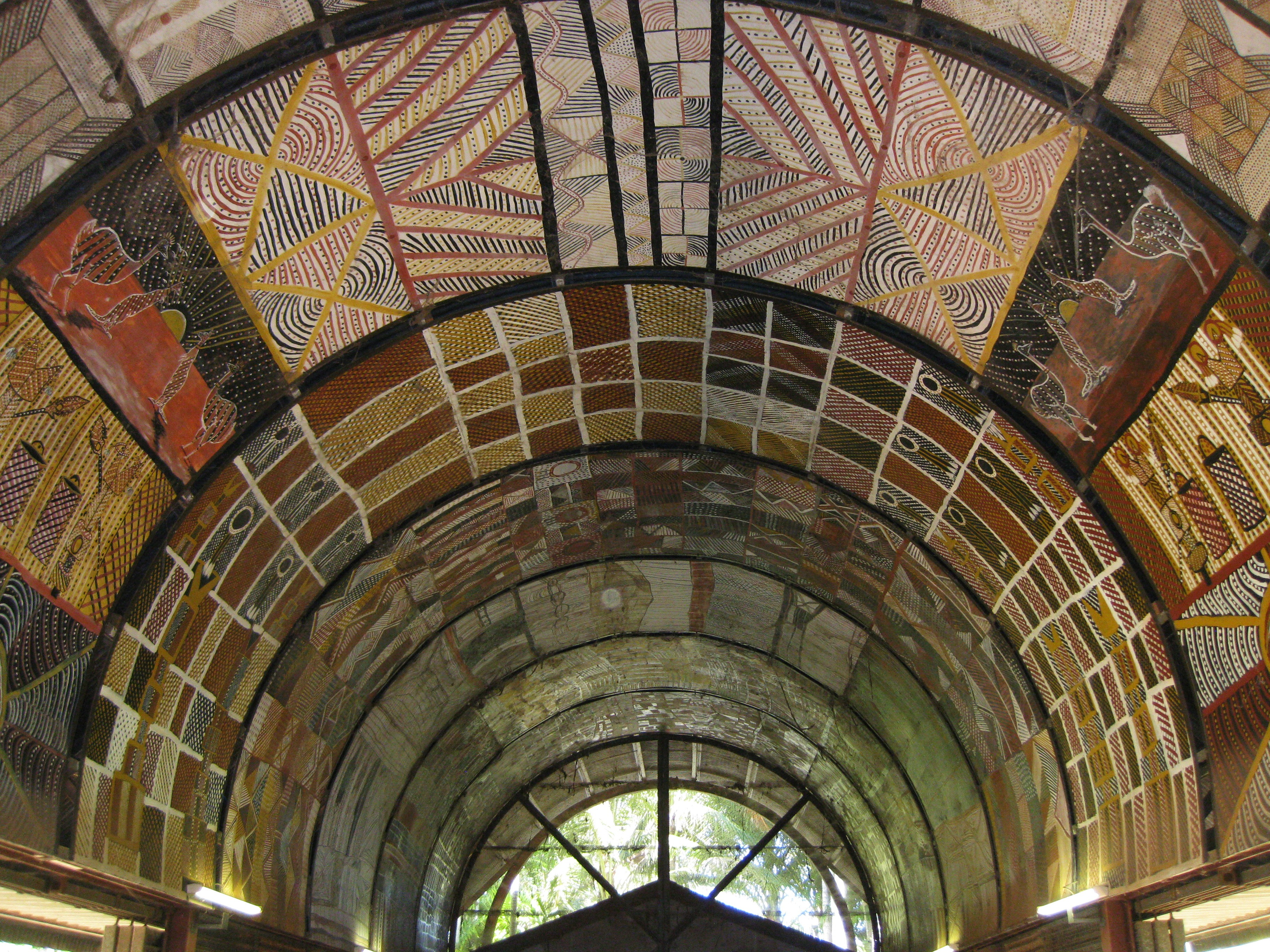
ティウィ諸島アートギャラリー&スタジオの天井
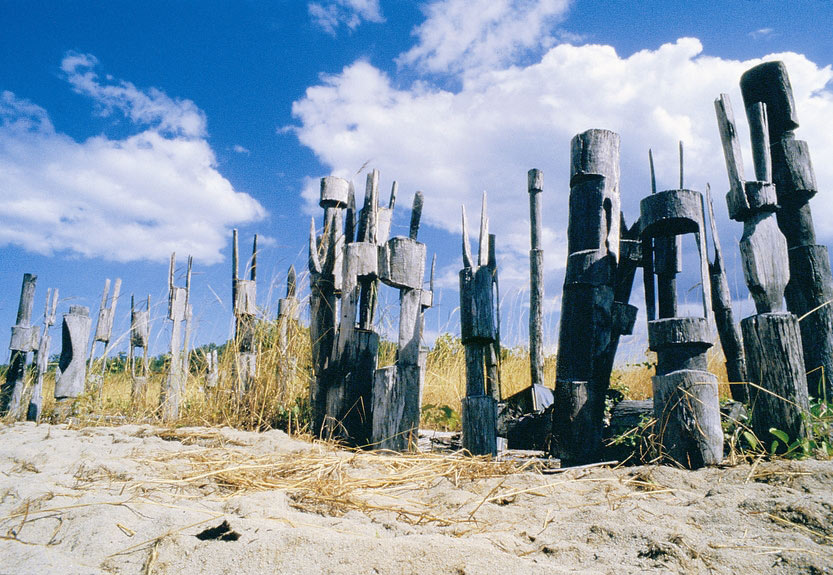
プクマニ・ポール

### 林業
林産品はティウィ諸島の経済にとって重要な地位を占めるが、林業部門は複雑な歴史をたどってきた。林業の興りは1898年にさかのぼり、植林は1950年代から1960年代に試行されている。民間セクターと土地審議会との共同経営で、1980年代半ばに地域の針葉樹林産企業が設立された。しかし、1990年代半ばまでに、土地審議会は、共同出資者が「我々の雇用目標や持続可能な生産目標と相容れなくなりつつある諸々の税収狙いの野心」を持っていたことを指摘して、企業活動を縮小した。このような挫折を経験しながらも、依然としてティウィ経済にとって林業は重要であると考えられていた。
2001年には、土地評議会とオーストラリア植林グループがウッドチップ供給のためのアカシア・マンギウム植林の大幅な拡大に着手した。オーストラリア・植林グループ（後にSylvatechと称する）の活動は2005年にグレート・サザン・グループに買収され、この活動は2006年に「北オーストラリア最大の原生林開拓プロジェクト」と報告された。2007年9月、ノーザンテリトリー行政府は、同社が環境法に違反したとする申し立てを調査し、2008年に連邦環境局が社に罰則金を課した。開拓された土地の多くは畜牛やモノカルチャー的プランテーションに供用されており、これらは地域雇用の重要な源泉であると会社側は主張した。 2009年の初頭にグレート・サザン・プランテーションが破綻し、ティウィ土地評議会は農園の将来的な管理方針を検討している。

### 鉱業
諸島内にはメルヴィル島の北岸とバサースト島の西岸にミネラルサンドがある。 2005年、マチルダ・ミネラルズは島の採掘に関する提案を作成し、2006年に評価・承認された。2007年には初めて対中国輸出向けのジルコン・金紅石の出荷が行われた。 2007年6月には7,800トンの出荷が行われ、同年の後半にはさらに5,000トンが出荷されている。マチルダ・ミネラルズは4年間の採掘を計画していたが、2008年8月にティウィ諸島での操業は中止され、10月には行政に移管された。

## スポーツ

### オーストラリアンフットボール

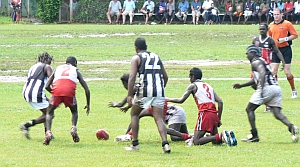
ティウィ諸島のフットボールの試合

オーストラリアンフットボールはティウィ諸島で最も人気のスポーツで、1941年に宣教師のジョン・パイとアンディ・ホウリーによって持ち込まれた。1969年からはティウィ諸島フットボールリーグも開かれている。
ティウィ諸島フットボールリーグのグランドファイナルは毎年5月に開催され、3,000人もの観衆を集める。ティウィ諸島フットボールリーグには島民約2,600人のうち900人が参加しており、オーストラリアで最も高い参加率（35%）である。
ティウィのフットボール選手は絶妙な「ワンタッチ」スキルで有名である。多くの選手は裸足で行うことをよしとする。また男子の選手の多くはダーウィンのセントメアリーフットボールクラブでもプレーしている。これは1950年代に、ティウィの選手がノーザンテリトリーフットボールリーグでプレーできるように特別に組織されたものである。
ティウィ・ボンバーズ・フットボールクラブは、2006-07年のシーズンからノーザンテリトリーフットボールリーグにチームを送り出している。
国内のVFLもしくはAFL大会に出場したことのあるティウィ諸島出身の有名な選手としては、ロニー・バーンズ、モーリス・リオリ、シリル・リオリ、ダニエル・リオリ、ディーン・リオリ、マイケル・ロング、マルコルム・リンチ、オースティン・ウォナエアミリ、デヴィッド・カンティラ、アンソニー・マクドナルド＝ティプングティなどがいる。モーリス・リオリとマイケル・ロングはともにシリル・リオリのおじであり、3人は全員、AFLグランドファイナルの最優秀選手に選ばれてノーム・スミス・メダルを獲得している。
ティウィ諸島フットボールクラブは2009年に、アボリジニに注目を当てるABCのテレビ番組Message Stickで「In A League of Their Own」と題したシリーズの主役となった。

### クリケット
オーストラリアンの2010年の報道によれば、マシュー・ヘイデンをはじめとするオーストラリアンクリケットの選手が、ティウィ諸島でのクリケット振興に20万ドルを集めた。過去の国際大会の出場者アラン・ボーダー、マイケル・カスプロヴィッツ、アンディ・バイクルらが集ったHayden XIとBorder XIの試合には、島民の半数近くを数える1,000人もの人々が足を運んだ。